# الجنرال دير بيونيير
```
الجنرال دير بيونيير
 ( 
جنرال المهندسين
 ) 
جنرالً
 
فرع
 
للجيش الألماني
 في 
ألمانيا النازية
. حتى نهاية 
الحرب العالمية الثانية
 في عام 1945، كانت رتبة الضابط العام هذه على مستوى ثلاث نجوم ( OF-8 )، أي ما يعادل 
رتبة جنرال
 أمريكي. تم تقديم الرتبة عام 1938.
```

جنرالات فروع هير عام 1945:
- جنرال المدفعية
- جنرال القوات الجبلية
- جنرال المشاة
- جنرال الفرسان
- جنرال قوات الاتصالات
- جنرال قوات البانزر (القوات المدرعة)
- الجنرال دير بايونير / جنرال المهندسين
- جنرال الفيالق الطبية
- جنرال الفيالق البيطرية

كانت الرتبة تعادل رتبة جنرال الفرع دويتشه لوفتوافه (القوات الجوية الألمانية):
لوفتوافا

- جنرال قوات المظليين
- جنرال المدفعية المضادة للطائرات
- جنرال الطيارين
- جنرال قوات الاتصالات بالقوات الجوية
- جنرال القوات الجوية

خدمات أخرى

كانت الرتبة مكافئة أيضًا للصفوف الألمانية الثلاث نجوم:
- أميرال كريجسمارينه، أي ما يعادل (نائب أميرال) و
- أوبر غروبن فوهرر في فافن إس إس.

## قائمة الضباط الذين حملو رتبة الجنرال دير بيونيير
- أوتو فيلهلم فورستر (1885-1966)
- إروين جينيكي (1890-1960)
- ألفريد جاكوب (1883-1963)
- والتر كونتزي (1883-1960)
- كارل ساكس (1886-1952 / 53) (توفي في غولاج السوفياتي)
- أوتو تيمان (1890-1952)